# Tudela de Duero
Tudela de Duero es un municipio y localidad española de la provincia de Valladolid, en la comunidad autonoma de Castilla y León. El municipio cuenta con una población de 8786 habitantes (INE 2024). La localidad se encuentra situada a 15 km al sudeste de Valladolid sobre un meandro del río Duero, a una altitud de 700 m sobre el nivel del mar. A 6 km se encuentra el barrio o pedanía de Herrera de Duero.
A Tudela se la conoce como "la alegre lágrima del Duero" o "el oasis de Castilla", debido a que es un lugar con abundante vegetación.[cita requerida] Traspasando sus fronteras pueden encontrarse: por el norte, Renedo de Esgueva y Villabáñez; por el sur, Aldeamayor de San Martín y La Parrilla; por el este, Traspinedo y al oeste, La Cistérniga.

## Geografía
Integrado en la comarca de Tierra de Pinares, se sitúa a 16 km del centro de Valladolid. El término municipal está atravesado por la carretera nacional N-122, que se desdobla en la Autovía del Duero (A-11) hasta Valladolid, además de por la carretera autonómica CL-600, que se dirige hacia Boecillo, y por otras carreteras locales que permiten la comunicación con Aldeamayor de San Martín (VA-200), La Parrilla (VP-2302) y Villabáñez (VP-2302). Por el exclave de Herrera de Duero cruza la autovía A-601 (Segovia-Valladolid). 
El relieve del municipio está definido por la fértil ribera del río Duero, que cruza el municipio de este a oeste, y los páramos que se extienden a ambos lados del río. Al noreste del pueblo destaca el pico de la Cuchilla (842 m). El canal del Duero y algunos arroyos sirven para regar la fértil llanura. La altitud oscila entre los 863 m al sur (páramo Lagar) y los 690 m a orillas del río en Herrera de Duero. El pueblo se alza a 706 m sobre el nivel del mar.
| Noroeste: Renedo de Esgueva        | Norte: Renedo de Esgueva y Villabáñez | Noreste: Villabáñez  |
| Oeste: Cistérniga                  |                                       | Este: Traspinedo     |
| Suroeste: Aldeamayor de San Martín | Sur: La Parrilla                      | Sureste: La Parrilla |

El exclave de Herrera de Duero limita con Cistérniga, Aldeamayor de San Martín, Boecillo y Laguna de Duero. 

### Naturaleza

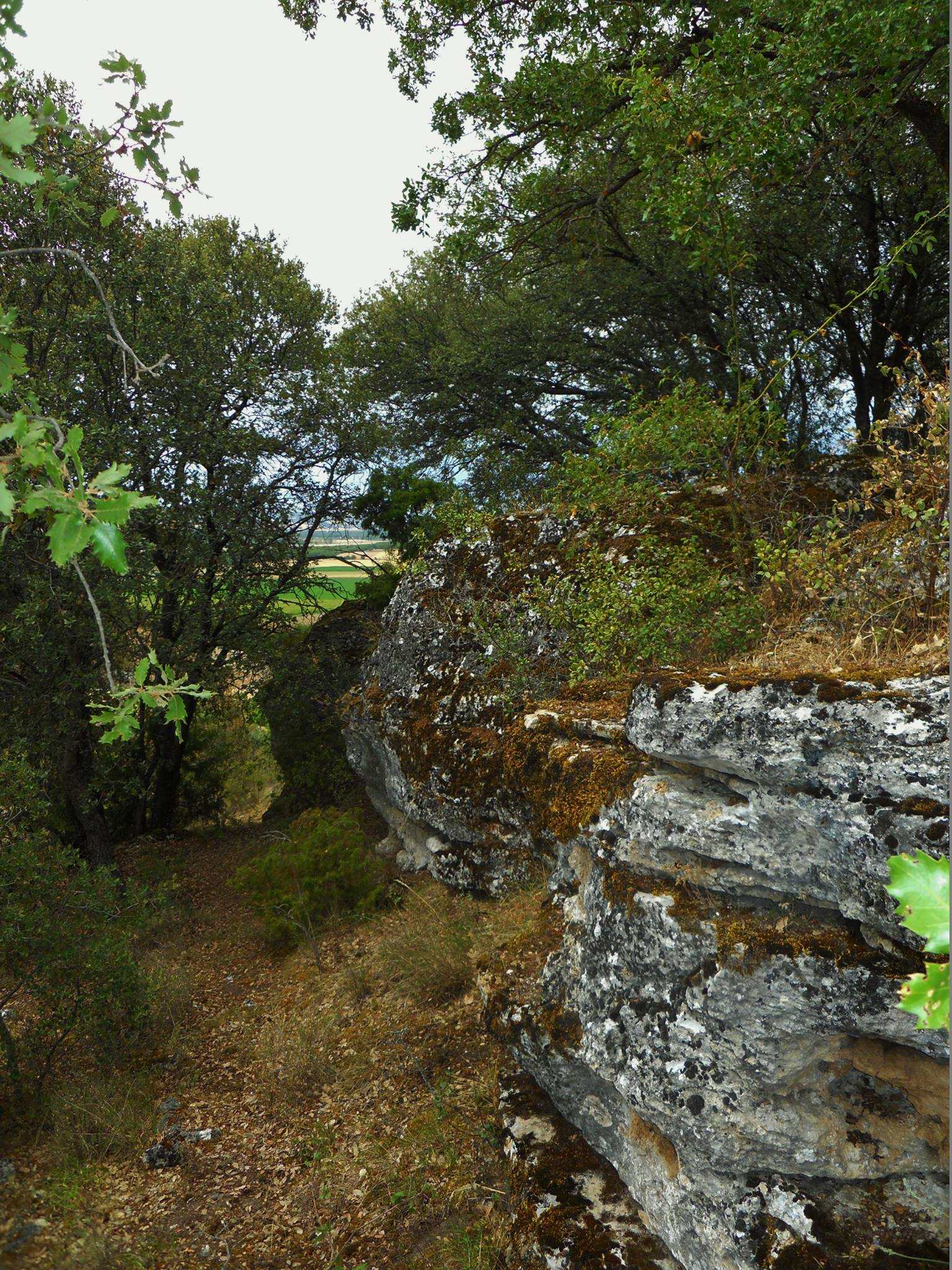
Las Lanchas de Tovilla
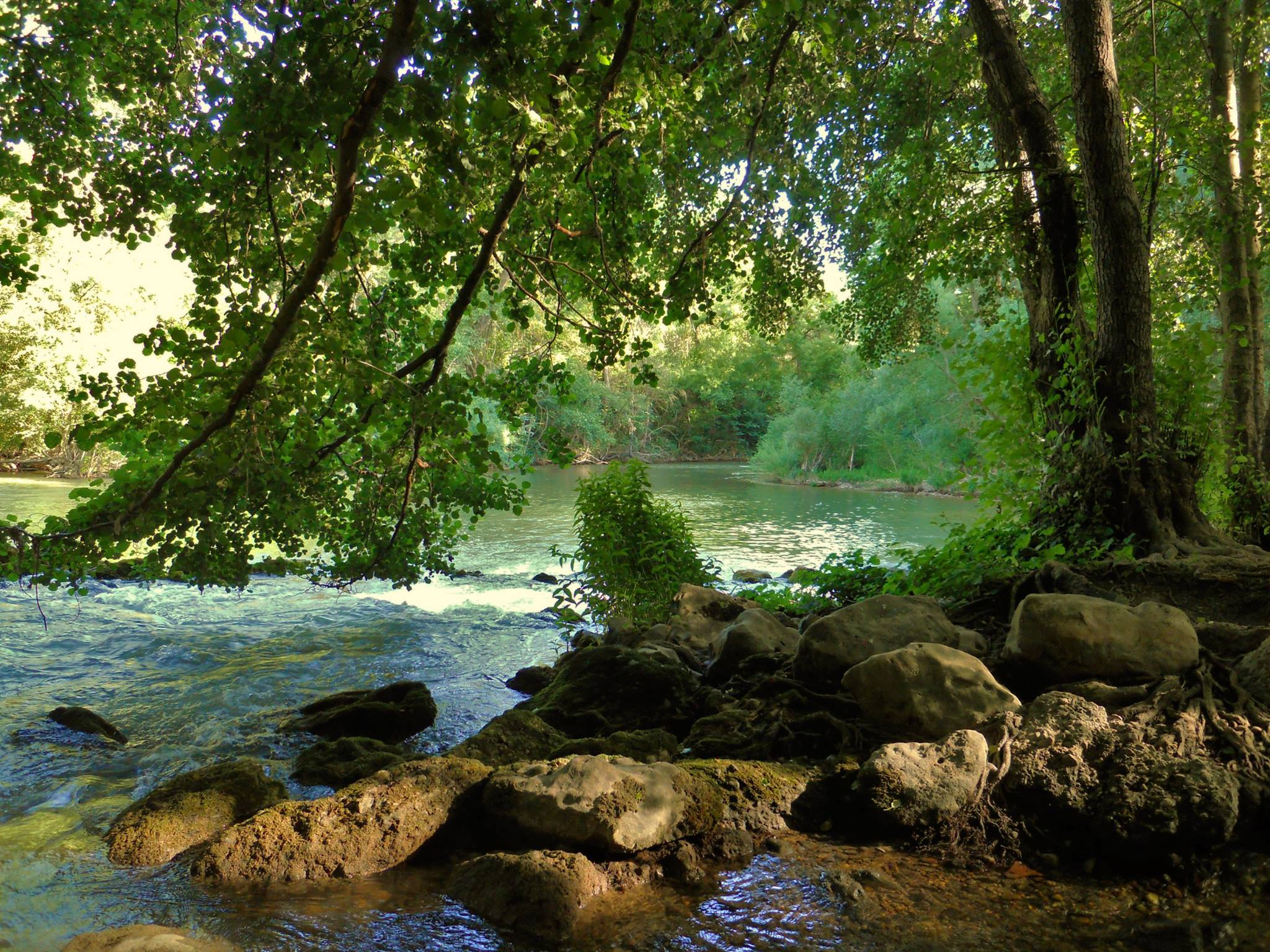
Zona natural de la ribera
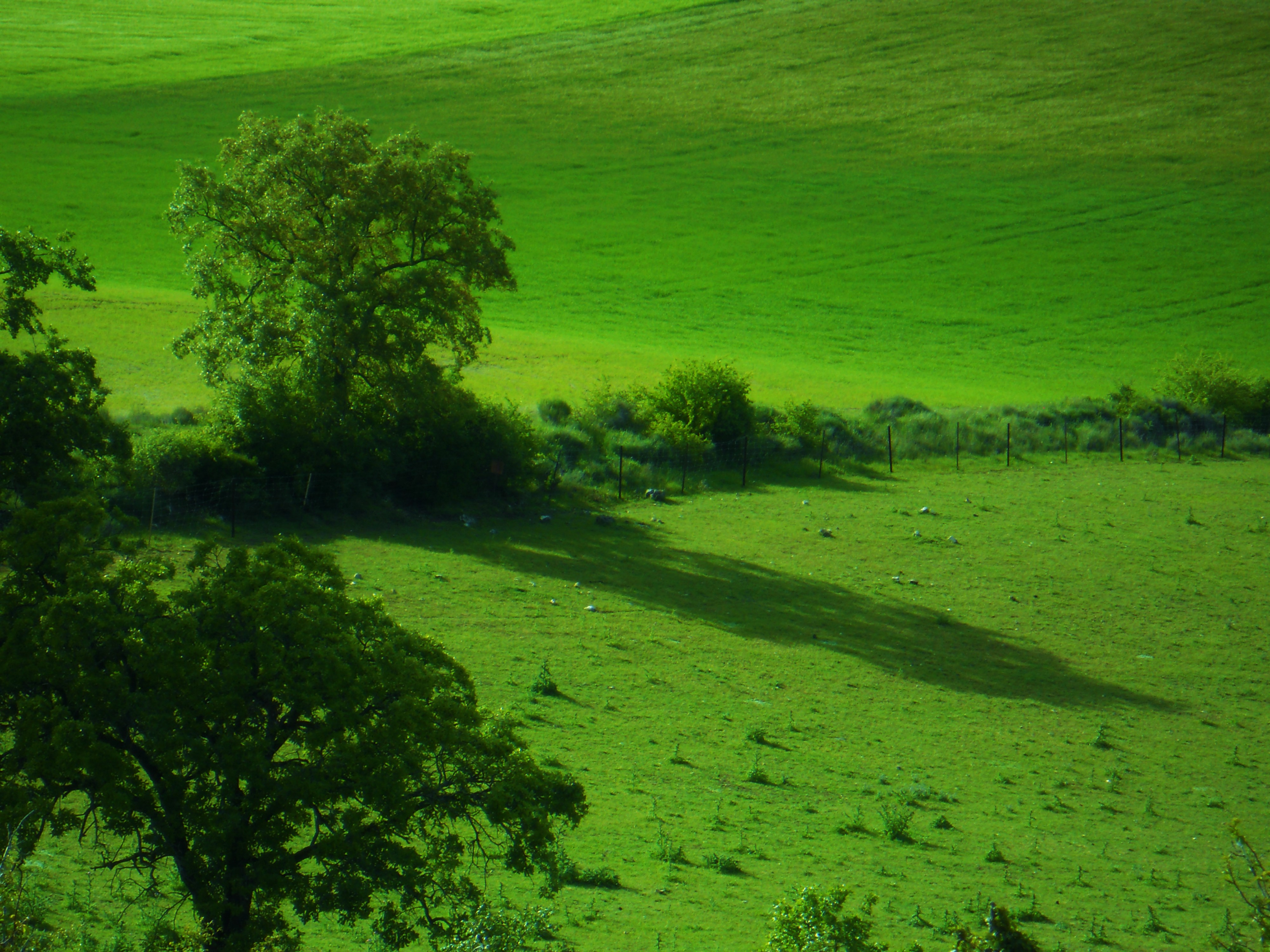
Campiña de Tudela de Duero
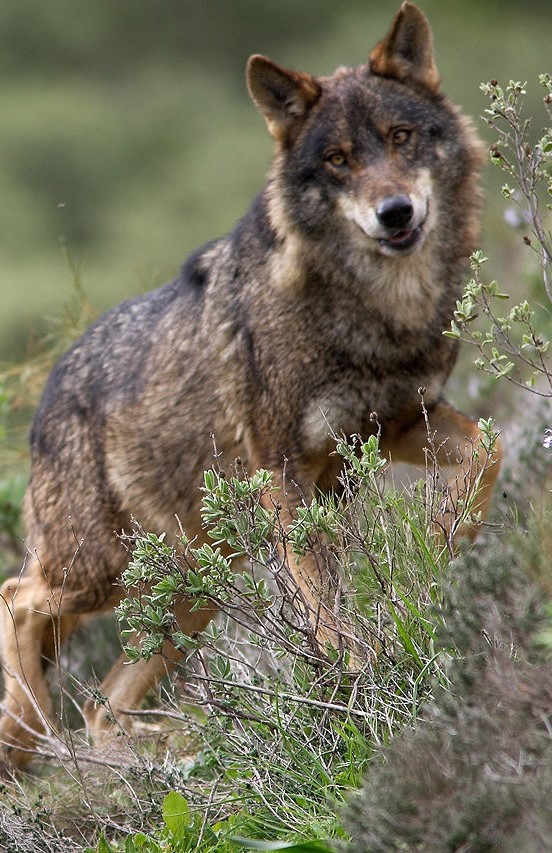
Lobo ibérico en Tudela de Duero
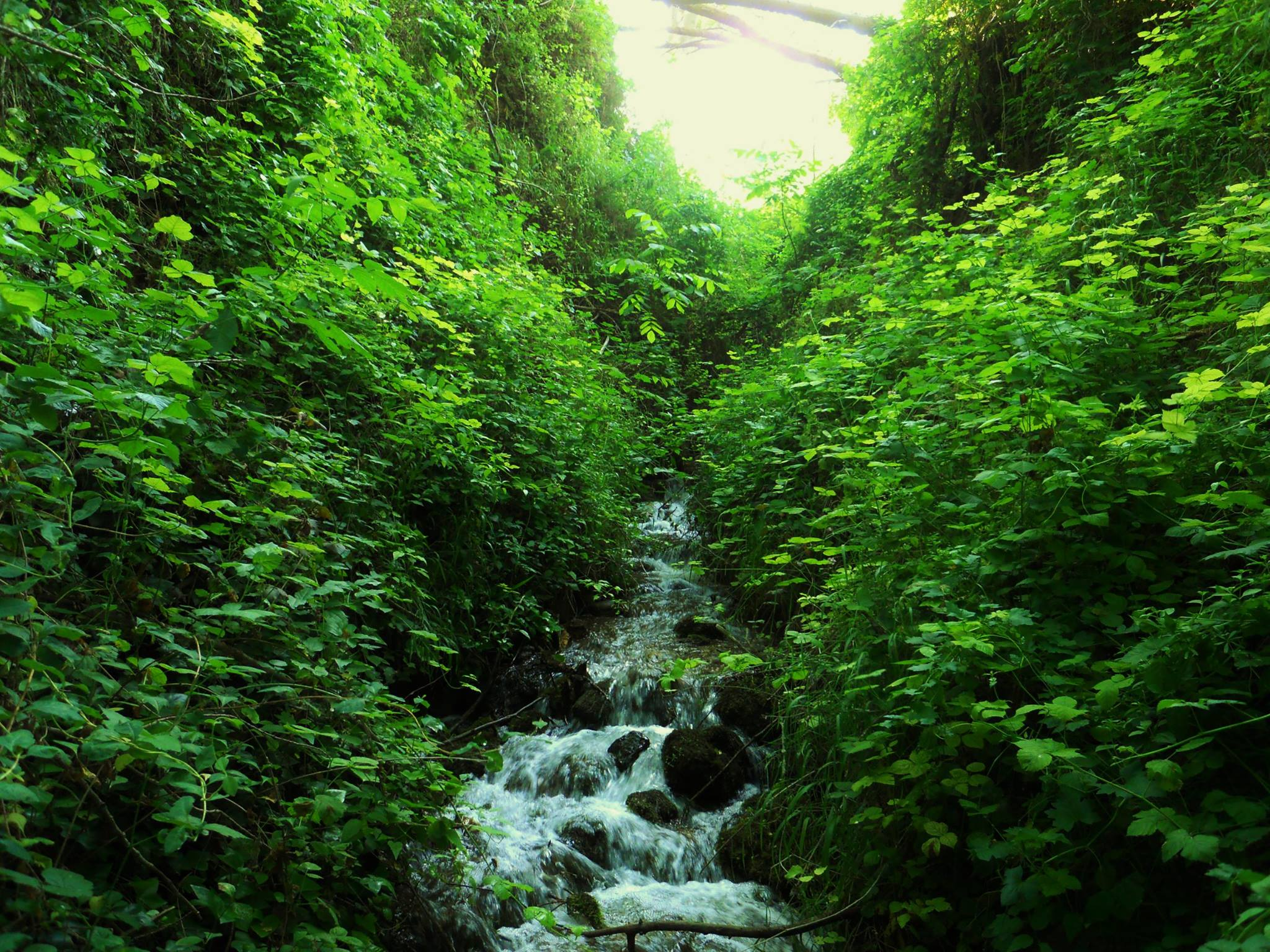
Zona de espacio natural protegido "El Batán"
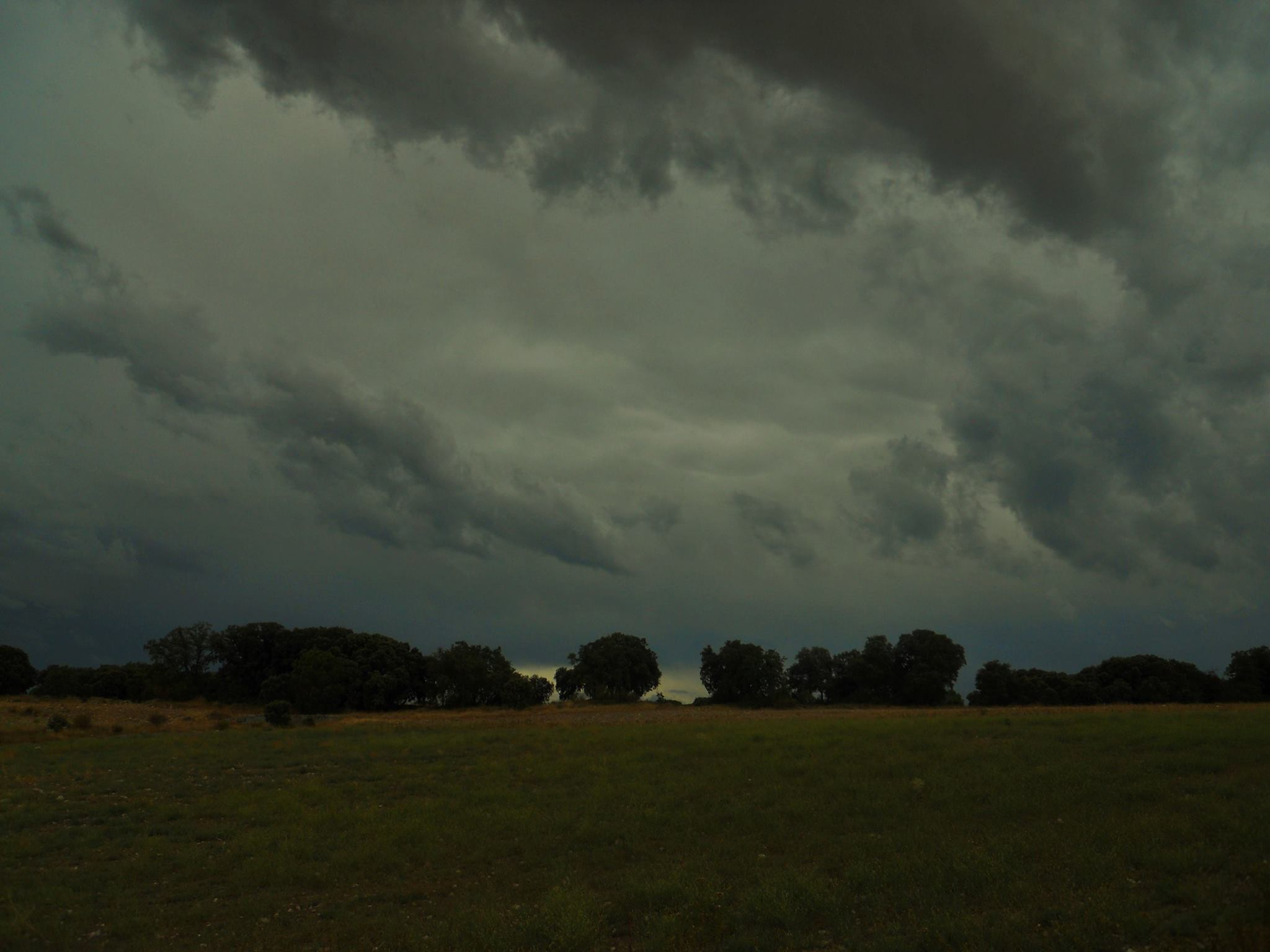
Monte de Tovilla

### Clima

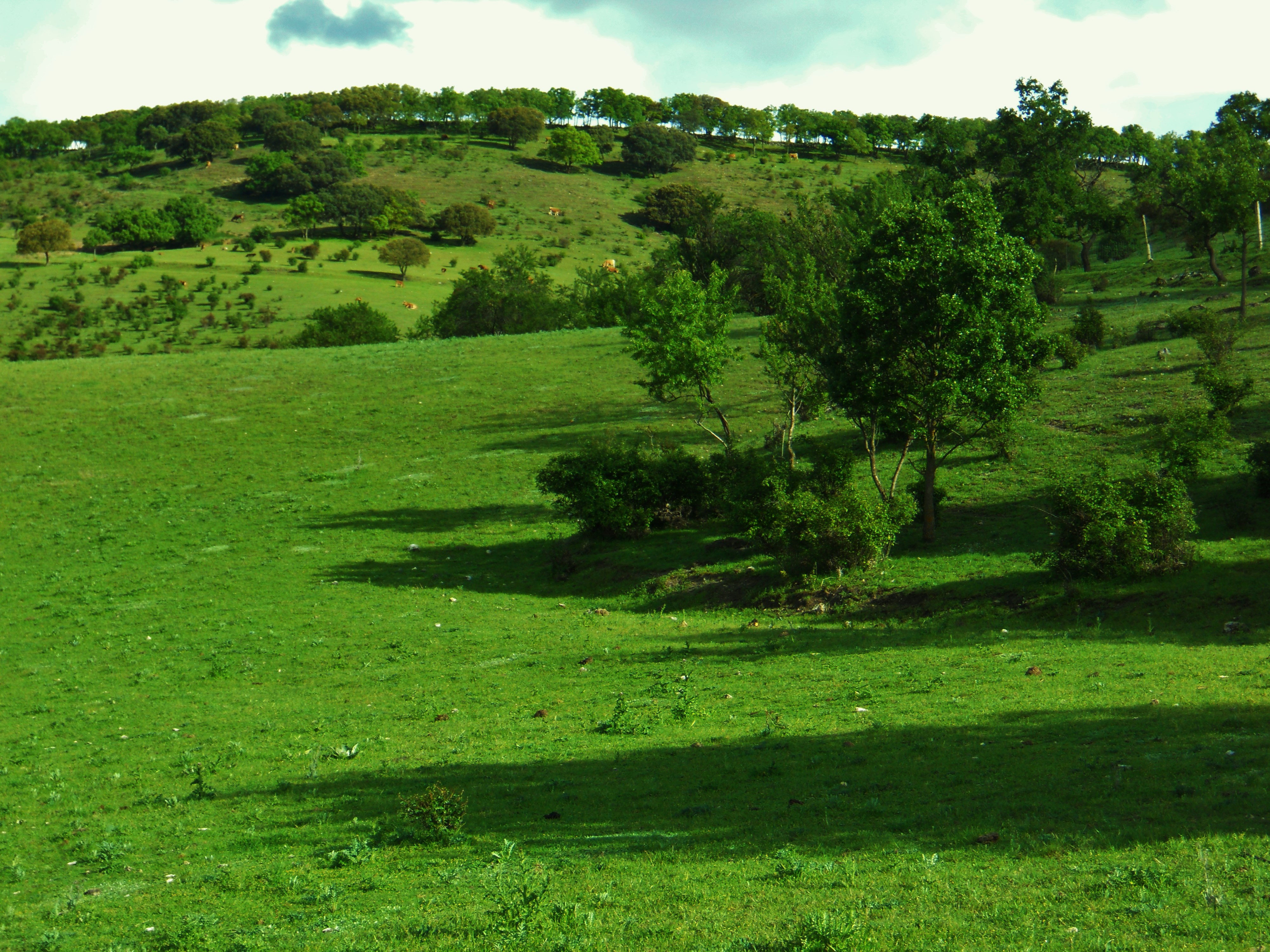
Campiña de Tudela de Duero

De acuerdo a los datos de la tabla a continuación —según la clasificación climática de Köppen modificada— se puede clasificar al clima de Tudela de Duero como un clima mediterráneo fresco de tipo Csb, en el límite con un clima mediterráneo de verano caluroso Csa.
| Parámetros climáticos promedio de Tudela de Duero en el periodo 1961-2002                                                                            | Parámetros climáticos promedio de Tudela de Duero en el periodo 1961-2002 | Parámetros climáticos promedio de Tudela de Duero en el periodo 1961-2002 | Parámetros climáticos promedio de Tudela de Duero en el periodo 1961-2002 | Parámetros climáticos promedio de Tudela de Duero en el periodo 1961-2002 | Parámetros climáticos promedio de Tudela de Duero en el periodo 1961-2002 | Parámetros climáticos promedio de Tudela de Duero en el periodo 1961-2002 | Parámetros climáticos promedio de Tudela de Duero en el periodo 1961-2002 | Parámetros climáticos promedio de Tudela de Duero en el periodo 1961-2002 | Parámetros climáticos promedio de Tudela de Duero en el periodo 1961-2002 | Parámetros climáticos promedio de Tudela de Duero en el periodo 1961-2002 | Parámetros climáticos promedio de Tudela de Duero en el periodo 1961-2002 | Parámetros climáticos promedio de Tudela de Duero en el periodo 1961-2002 | Parámetros climáticos promedio de Tudela de Duero en el periodo 1961-2002 |
| Mes | Ene.                                                                      | Feb.                                                                      | Mar.                                                                      | Abr.                                                                      | May.                                                                      | Jun.                                                                      | Jul.                                                                      | Ago.                                                                      | Sep.                                                                      | Oct.                                                                      | Nov.                                                                      | Dic.                                                                      | Anual                                                                     |
| --- | ------------------------------------------------------------------------- | ------------------------------------------------------------------------- | ------------------------------------------------------------------------- | ------------------------------------------------------------------------- | ------------------------------------------------------------------------- | ------------------------------------------------------------------------- | ------------------------------------------------------------------------- | ------------------------------------------------------------------------- | ------------------------------------------------------------------------- | ------------------------------------------------------------------------- | ------------------------------------------------------------------------- | ------------------------------------------------------------------------- | ------------------------------------------------------------------------- |
| Temp. media (°C) | 3.1                                                                       | 4.9                                                                       | 7.7                                                                       | 9.7                                                                       | 13.9                                                                      | 18.4                                                                      | 21.8                                                                      | 21.5                                                                      | 17.8                                                                      | 12.5                                                                      | 6.6                                                                       | 3.4                                                                       | 11.8                                                                      |
| Precipitación total (mm) | 46.8                                                                      | 36.4                                                                      | 30.0                                                                      | 42.1                                                                      | 45.5                                                                      | 35.4                                                                      | 15.0                                                                      | 13.5                                                                      | 32.7                                                                      | 44.6                                                                      | 48.2                                                                      | 42.5                                                                      | 432.7                                                                     |
| Fuente: Ministerio de Agricultura, Alimentación y Medio Ambiente. Datos de precipitación y temperatura para el periodo 1961-2002 en Tudela de Duero. |                                                                           |                                                                           |                                                                           |                                                                           |                                                                           |                                                                           |                                                                           |                                                                           |                                                                           |                                                                           |                                                                           |                                                                           |                                                                           |

## Historia

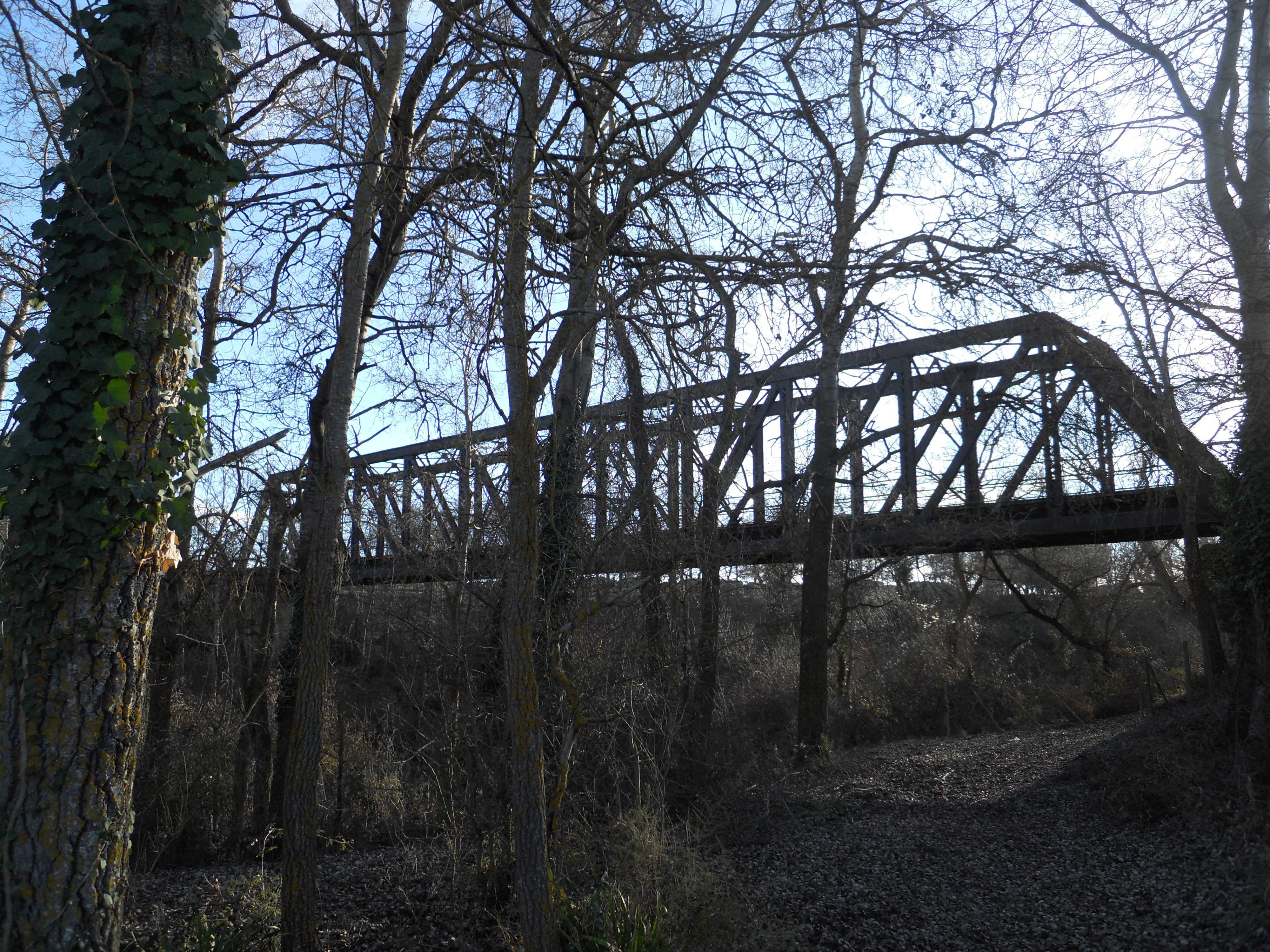
Puente de Hierro

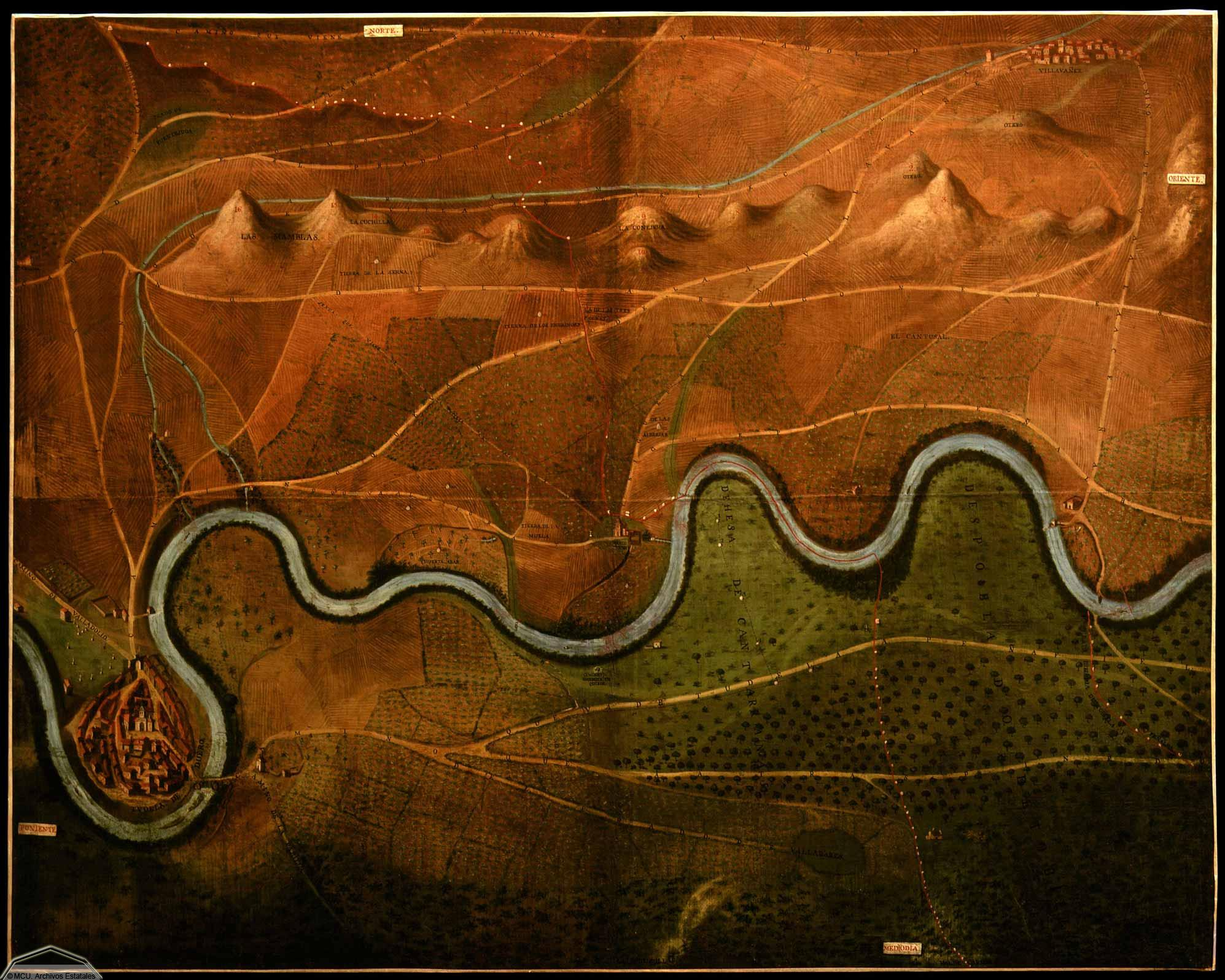
Antigua carta topográfica de la localidad.

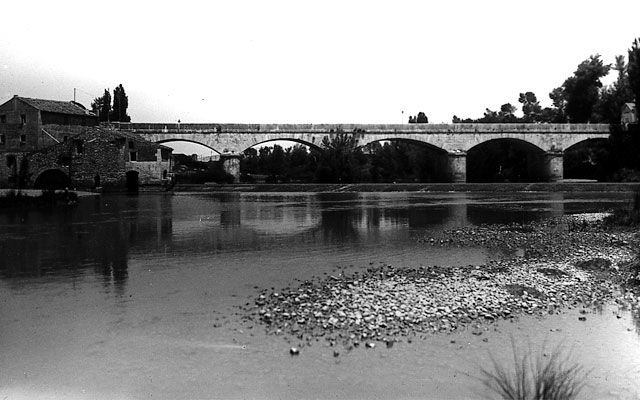
Puente sobre el río Duero, primera mitad del.

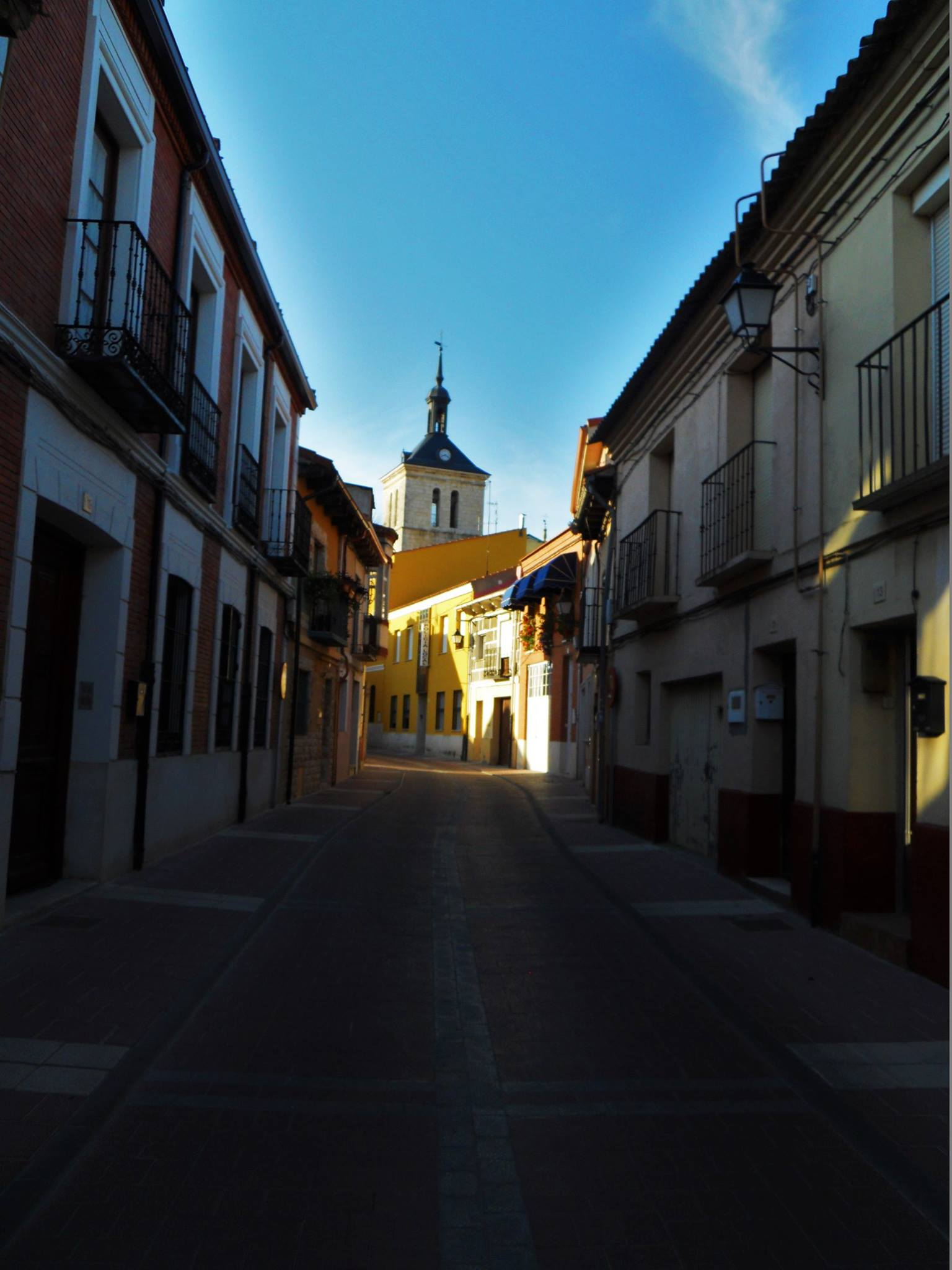
Calle Abelardo, año 2016.

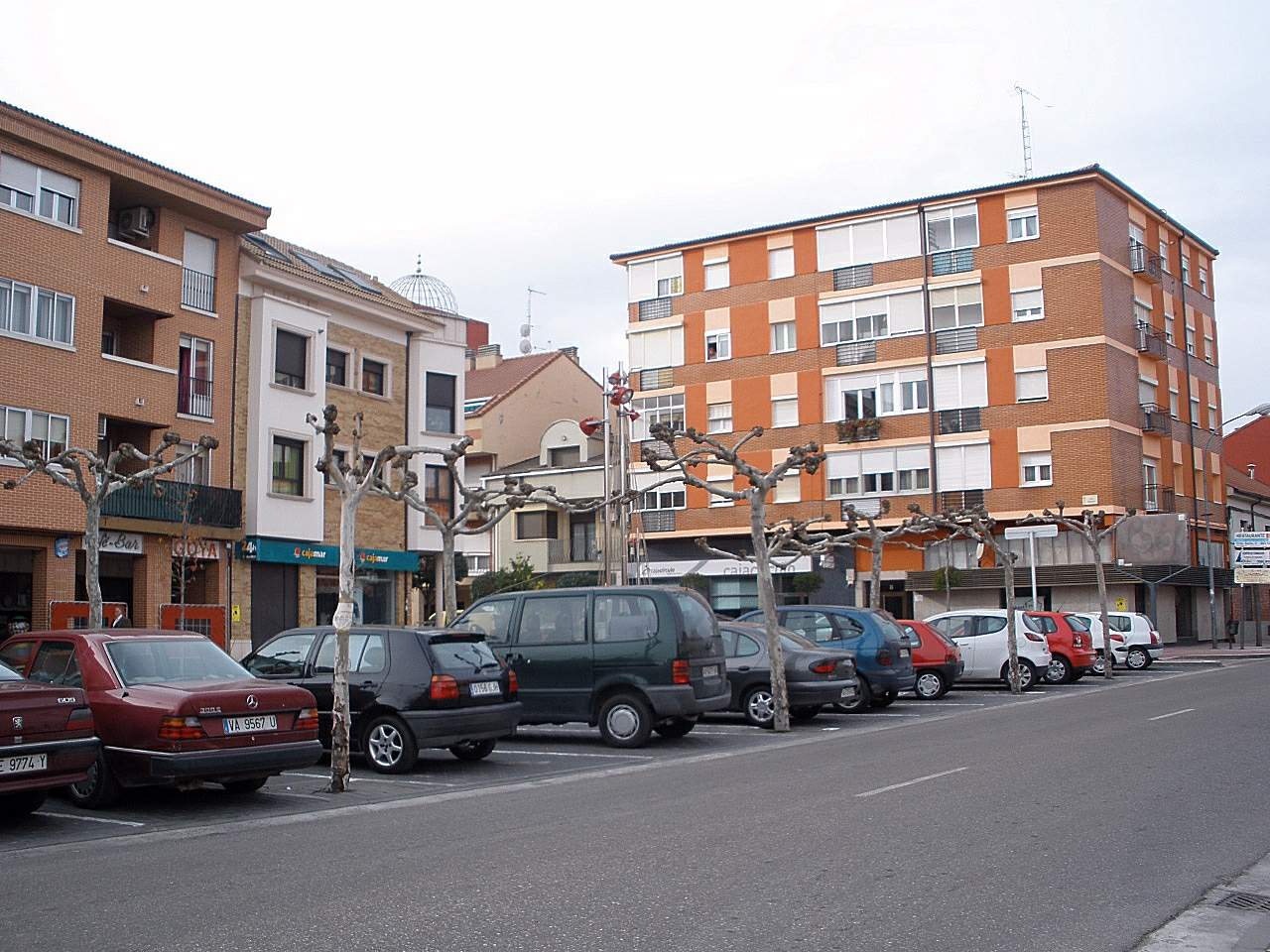
Una calle de Tudela de Duero, año 2011.

Está situada en terrenos de la era Cuaternaria. De tal manera que algunas zonas de Tudela sirvieron de lugar de asentamiento privilegiado.
Durante el periodo Neolítico (4000-2600 a. C.) se sabe que en la Mambla hubo un asentamiento quizás de un grupo pequeño de humanos que se situaron en la cima por las vistas defensivas que ofrecía, principalmente contra lobos y otros posibles grupos de hombres. Ello lo atestiguan innumerables fragmentos de cerámica realizada a mano de una pasta negruzca y decoraciones realizadas por incisión con las propias uñas de las personas que lo hacían. Además esta zona de la Mambla hay restos de cerámicas prerromanas y terra sigillata (cerámica romana), 
inclusive fragmentos óseos. Es de destacar que en esta zona hay incluso mención de un castillo llamado Ibn Mamls (Castillo de las Mámbulas), llamado así por los árabes.
Tanto la Mambla como la Cuchilla servían de guía para los viajeros caminantes. El nombre de Mambla viene del latín: Mambula, mamma, debido a su semejanza con senos. Las diversas investigaciones llevadas a cabo por el arqueólogo e historiador Alfonso Isla Sanz (prospecciones arqueológicas años 2011-2014), atestiguan precisamente como la ocupación histórica en el municipio de Tudela, es una de las más antiguas de la provincia de Valladolid.[cita requerida]
En los campos anexos puede estar situada la famosa ciudad Acontia fundada por los vacceos, que el arqueólogo Federico Wattenberg intentó descubrir su situación sin éxito. 
Muy cerca de aquí, se encuentra Fuente de la Vega, una mansión romana impresionante con cuadrigas, patio interior y habitaciones, aún sin excavar. Su situación se conoce desde los años noventa descubierta mediante prospección aérea, pudiéndose ver el crecimiento diferencial de la vegetación en las estructuras de los restos. 
Cerca de esta zona está Santa Cecilia, una pequeña ermita que muy probablemente pudo estar anexa a una pequeña aldea tardo-medieval. 
Pasando el canal llegamos al Priorato de Duero, sin duda uno de los lugares con más historia. Se ha podido documentar desde hachas de mano neolíticas y cerámicas de todo tipo, prerromanas, terra segillata, medievales y de los siglos XVII-XVIII. En esta zona se sabe que hubo un asentamiento prerromano que posteriormente fue romanizado. En la Edad Media se construyó el famoso monasterio de Nuestra Señora de Duero. Por lo tanto es una zona a tener en cuenta que muchos estudiosos conocen ya que hay tierras en esta zona en las que está prohibido plantar porque se sabe que contienen restos. 
Otro punto clave histórico es Tovilla, habitada desde el Paleolítico como así lo demuestra el arqueólogo tudelano Fernando Diez Martín, profesor de Prehistoria de la Universidad de Valladolid, en un trabajo titulado Industria lítica del yacimiento de Tovilla en Tudela de Duero (Boletín del Seminario de Arte y Arqueología de la Universidad de Valladolid). Esta zona hay restos antiquísimos, prerromanos, romanos (con hermoso mosaico romano) y medievales. El nombre de Tovilla viene de Toviella, una aldea medieval. 
Santinos, otro lugar interesante, con documentación de la existencia de un antiguo asentamiento que posteriormente fue romanizado (se han encontrado bellos ejemplares de terra sigillata con hermosas decoraciones). El nombre viene de San Tinellos, una posible aldea visigoda. 

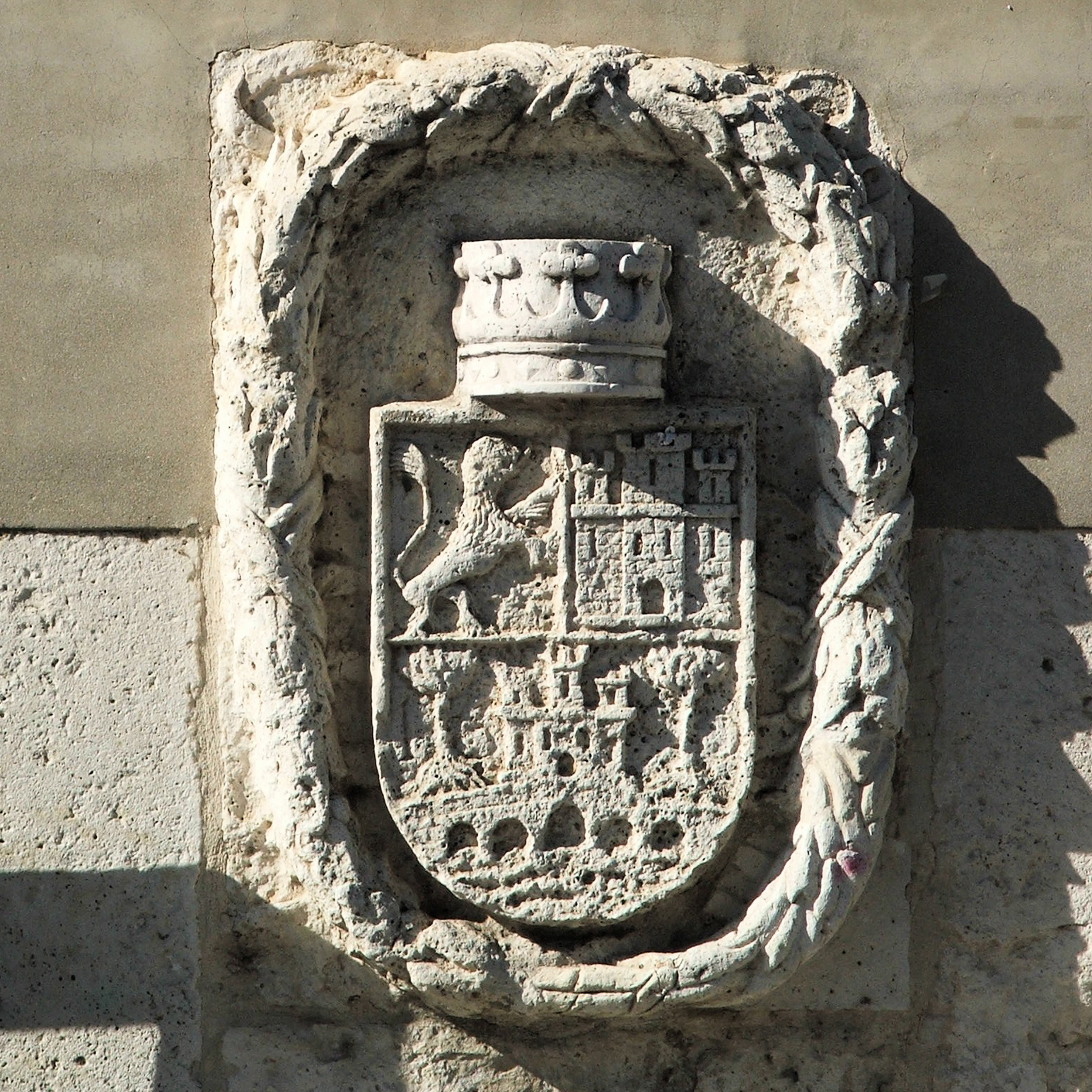
Escudo de armas

La villa de Tudela de Duero está situada sobre un meandro, que ofrece la posibilidad de una defensa natural magnífica rodeado de agua casi por completo. Durante la época de Alfonso X el Sabio se construyeron las murallas de entrada a Tudela.
En torno a los siglos XVII-XVIII, son épocas de penumbra, desastres naturales, varias inundaciones y un tornado que dejó el río Duero seco. Las epidemias se sucedían, la cifra de tudelanos muertos crecía y crecía. Con la invasión napoleónica los tudelanos con la ayuda de los ingleses derribaron el puente medieval, y como dato anecdótico se cree que el general Wellington pasó la noche en la casa que está justo a la izquierda del casino. Entonces toda la calle Cervantes se llamaba calle de los Mesones y Bodegas Mauro era uno de ellos.
Hay textos del siglo XVII que atestiguan que Tudela era un auténtico paraíso, manantiales, huertas, grandes arboledas y hoy en día incluso, se puede seguir disfrutando en lugares como Priorato de Duero, la Mambla, Tovilla y otros.
El nombre de Tudela se cree que viene de una mansión romana llamada Tela. Posteriormente pasa a tudela, porque los cristianos estaban durante la Edad Media en las murallas vigilando y pasando la noche en vela por si les atacaban los árabes.
Tudela de Duero es uno de los pueblos que pueden presumir de poder tener uno de los encierros taurinos más antiguos de España, conservándose documentos de hasta el siglo XVI. Lo que sí que se puede asegurar, es que tiene unos de los encierros más famosos de Castilla y León, junto con los de Cuéllar.
| Documento del año 1509 | Transcripción |
| ---------------------- | --- |
|                        | "cuenta de los mayordomos de llos toros/.—ferrando marugán/.—En tudela de duero, a seys días del mes de octubre/ de mill e quinientos e nueve años/.—estando en casa/de pedro tizán, mayordomo, estando presentes/ rrodrigo maestro e blas ferrandes, alcaldes, e juan garcía rrodriguex, procurador,/ e los rregydores, e los rregydores tomaron cuenta a / ferrando marugán e a nyculás, mayordomos de los toros, los quales encargaron las quentas seguyentes/:—deantonio plaça, carnycero, mill e quinientos maravedís =1.500./ de los toros que compraron el maestro e el bachiller/ santistevan, mill e quinientos e treynta maravedís = 1.530./— más de los muradales de rrodrigo del amo, CL= 150./—de la rrenta del térmyno de pedro gonzales, de covillas, MCC =1200./— de la rrenta de los cotos de las viñas pastadas = 440./— gastos: = 5.170./— se gastaron con los mozos trescientos e setenta e quatro maravedís = 374./— más de acer las varreras, nueve rreales = 306./— (total:) 680./— alcance: alcança el concejo a los mayordomos de los toros:/ quatro myll e quatro cientos e noventa maravedís 4.490"/. |

En 1895 se abrió al tráfico la línea Valladolid-Ariza, que permitió la conexión de la comarca con el resto de la red ferroviaria española. El municipio contaba con una estación de ferrocarril propia, que disponía de instalaciones para pasajeros y mercancías. La línea fue cerrada al tráfico de pasajeros en enero de 1985 por ser considerada deficitaria.
En 1952, Frutos Aguado "Robertillo" construye la plaza de toros de Tudela de Duero. Poco después dejan de correrse los toros en la plaza Mayor.

## Demografía
Cuenta con una población de 8786 habitantes (INE 2024).
| Gráfica de evolución demográfica de Tudela de Duero entre 1842 y 2021 |
| |
| Población de derecho según los censos de población del INE Población de hecho según los censos de población del INEEntre el censo de 1857 y el anterior, crece el término del municipio porque incorpora a 475007 (Herrera de Duero) |

## Economía

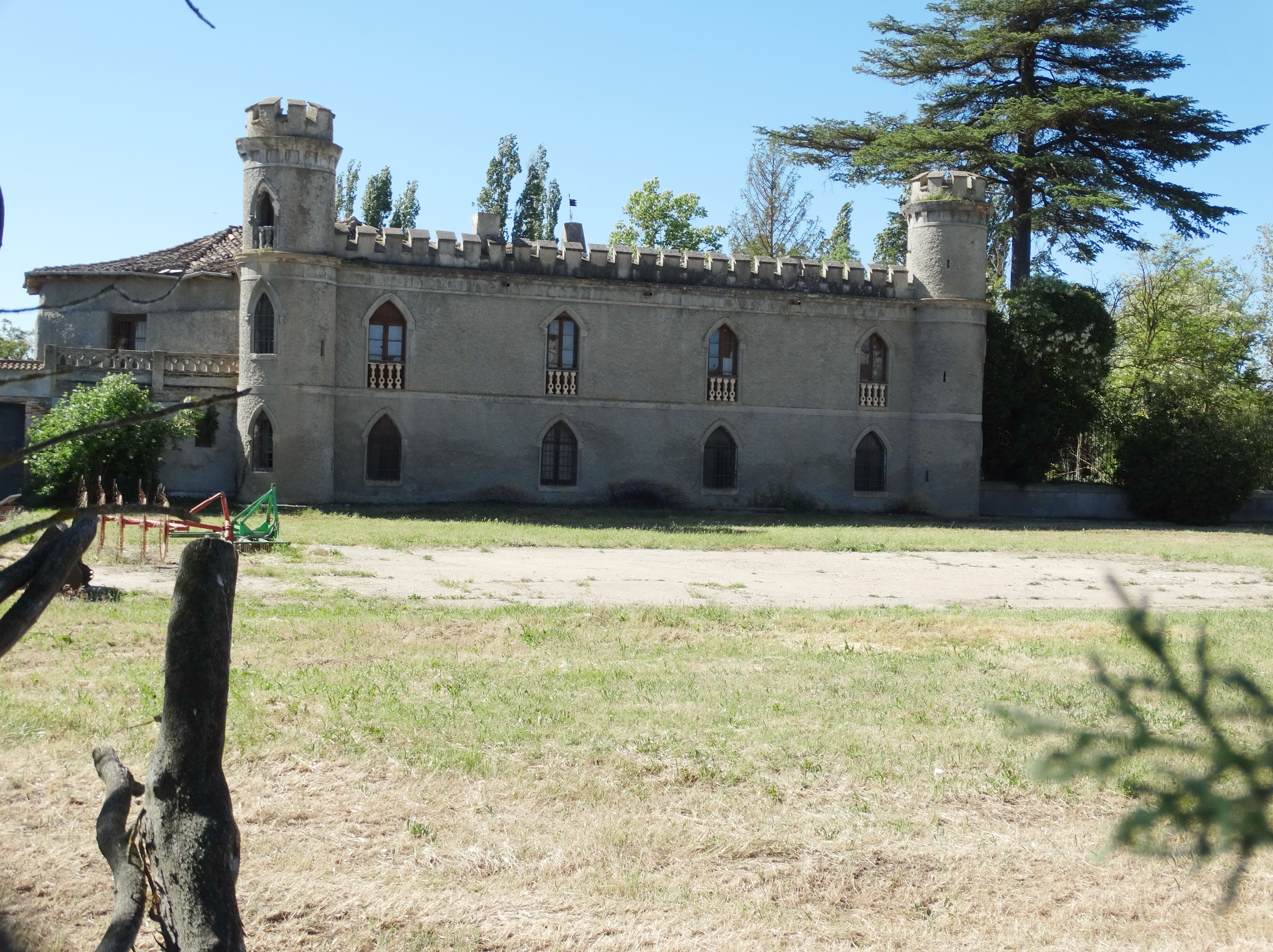
Priorato de Santa María de Duero

Se podría decir que el principal motor de la economía tudelana es la agricultura, en especial el espárrago de Tudela y la vid. También tiene una importante tradición vinícola, en la que están situadas bodegas importantes, que aunque no estén dentro de la Denominación de Origen Ribera del Duero, tiene su fama ganada por su particular calidad. La actividad industrial es bien escasa. También destaca la gran actividad de la ganadería, como la porcina y la ovina.

## Monumentos y lugares de interés

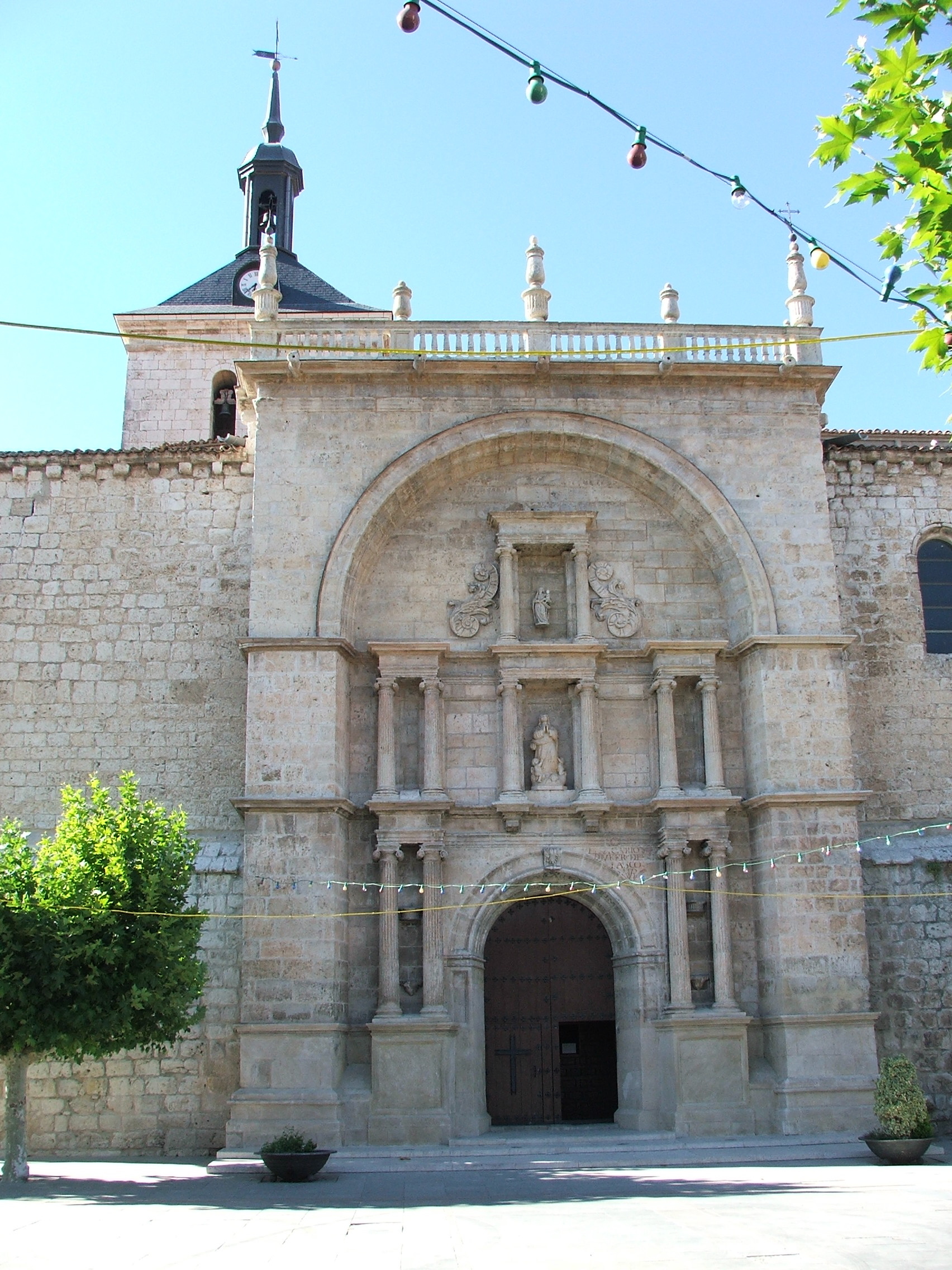
Iglesia de Nuestra Señora de la Asunción

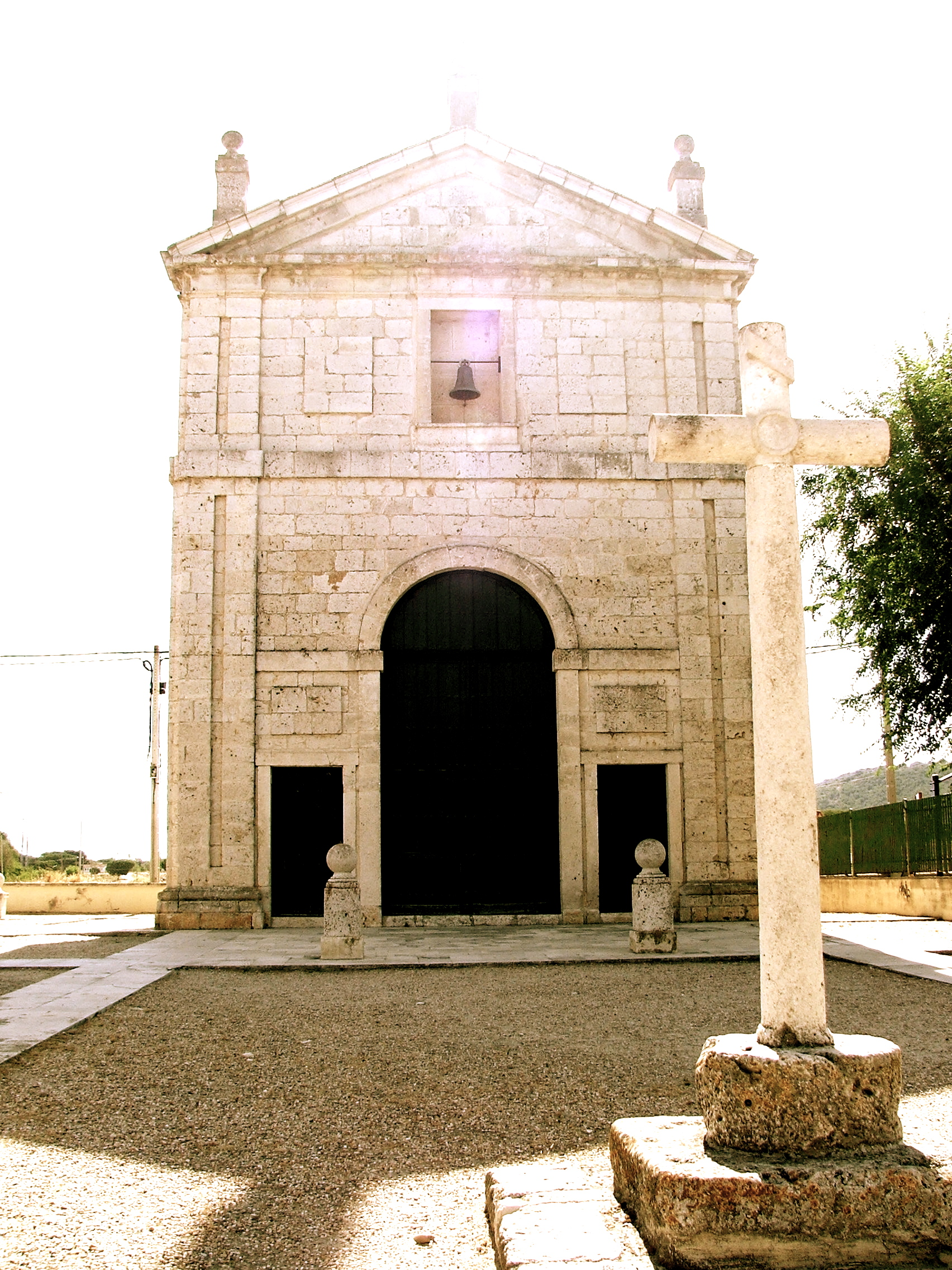
Ermita del Humilladero de la Quinta Angustia

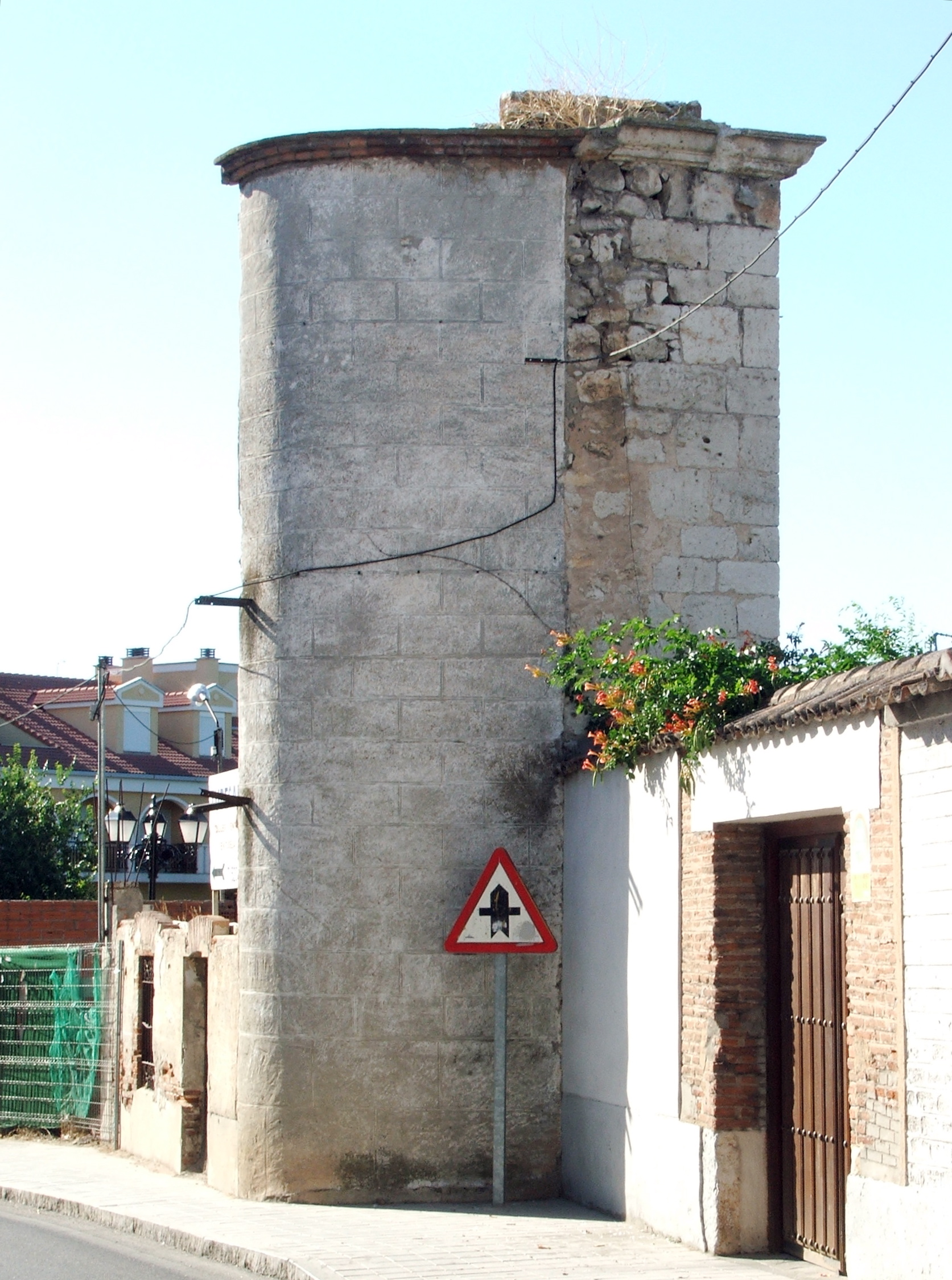
Muralla de Tudela de Duero

- Iglesia de Nuestra Señora de la Asunción  Construida entre 1515 y 1555 en estilo gótico-renacentista. En 1536 se encargó a Rodrigo Gil de Hontañón la terminación de la torre. Su monumental fachada de tipo retablo fue diseñada por Juan de Escalante en 1561. En la primera década del XVII se realizó la sacristía en estilo herreriano en el testero del templo. La última actuación en el templo fue la adicción a los pies de la nave central del coro, de planta cuadrada y cubierto con bóveda de arista siguiendo los planos diseñados por el arquitecto neoclásico Francisco Álvarez Benavides. En su interior tiene un gran un retablo de Manuel Álvarez y Francisco de la Maza fechado en 1573, en el que también intervino el escultor Gregorio Fernández en la realización del tablero de la Anunciación y del tabernáculo en 1611. Una vez terminada la labor escultórica la policromía corrió a cargo de los pintores Tomás de Prado y Bartolomé de Cárdenas en 1615. Otras obras de relevancia son la Virgen del Rosario de Gregorio Fernández, la imagen de Nuestra Señora de Duero de Juan de Juni que procede del Priorato de Duero, la Piedad atribuida a Pedro de la Cuadra, el sepulcro de Alonso Velázquez atribuido a Esteban Jordán, así como varios retablos de escultura y pintura castellana de los siglos XVI y XVII. También pertenecía a esta iglesia el Arcángel San Gabriel de Gregorio Ferández que actualmente se conserva en el Museo Diocesano de Valladolid.[13]
- Ermita del Humilladero de la Quinta Angustia. De estilo herreriano. Diseñada por Juan de Nates en 1591 y construida por su aparejador Andrés de Nates. Supuso una novedad arquitectónica que se alejaba del concepto tradicional de humilladero. Destaca la portada de tres vanos, de medio punto el central y mayor y adintelados los laterales, inspirados en diseños de Palladio. En su interior conserva un retablo del escultor García de Arredondo de 1598. Era la sede de la Cofradía de Nuestra Señora de las Angustias.
- Ermita de la Vera Cruz o del Santo Cristo. Edificio del tercer cuarto del siglo XVI. Tiene planta cuadrada con contrafuertes en las esquinas, fachada de sillería y muros laterales de sillarejo. Entrada con dos arcos de medio punto que descansan sobre un pilar, cuya enjuta está decorada con una cruz, símbolo de la cofradía de la Vera Cruz. Cubierta con una compleja bóveda de crucería estrellada. En su interior se encontraba el calvario del taller de Juan de Juni que actualmente se conserva en la iglesia. Destacan sus puertas originales, en muy mal estado, con vanos abiertos y rejería para poder orar desde el exterior. Es prácticamente idéntica a la ermita del Cristo de la vecina localidad de Villabáñez y con probabilidad, diseñadas por el mismo autor.
- Casa de la Cruz. Construida en fechas próximas al año 1600 siguiendo el estilo clasicista del foco vallisoletano. Fue sede de la Cofradía de la Vera Cruz, a la que pertenecía también la ermita de la Vera Cruz o del Santo Cristo. Su puerta es de gran altura para sacar pasos procesionales sobre la que se ubica un nicho que contiene una cruz de madera, símbolo de la cofradía. Más tarde fue utilizada como cárcel y actualmente es sede de la escuela municipal de música y sala de conciertos.
- Antigua portada de la iglesia de San Miguel. Antigua iglesia de estilo gótico que se encontraba junto a la actual. Su estado de conservación ya era malo en el siglo XVI. En 1618 el arquitecto Diego de Praves realiza un diseño para su restauración, pero debido al estado de ruina en el que se encontraba se mandó derribar en el año 1634. Solo se conserva un arco apuntado, con dos roscas de hojarasca trepanada y motivos figurativos de finales del siglo XIV que fue reutilizado para la construcción de una vivienda.
- Virgen de la Guía. Virgen gótica del siglo XV y bajo ella hay un escudo tudelano antiguo. Ambos se encontraban sobre el arco de acceso en la muralla del que todavía se conservan los machones y que fue derribado ya entrado el siglo XX.
- Casas blasonadas. En las calles de Tudela de Duero existen diversas casas con escudos que denotan el peso de la hidalguía local.
- Casa de Cultura. Construida en el siglo XVI, en ella vivió Alonso Velázquez, que fue profesor en la Universidad de Alcalá de Henares, canónigo de La Colegiata de Valladolid, confesor de Santa Teresa de Jesús, Obispo de Osma y consejero de Felipe II. Conserva dos escudos de piedra flanqueando la puerta principal.
- El Puente. Se construyó a mediados del siglo XIX después de que fuera destruido por las tropas francesas en la Guerra de la Independencia.
- Priorato de Santa María de Duero. Su origen se remonta al siglo X cuando Ramiro II de León manda construir una iglesia conocida como Santa María de Mámbulas. Posteriormente es donada al Monasterio de Silos por Sancho II de Castilla y se construye un nuevo templo románico. A partir del siglo XVI se empieza a conocer como Nuestra Señora de Duero y Priorato de Duero. En el siglo XVIII se construye una nueva iglesia de una sola nave y cabecera trilobulada. En el año 1834 solo quedaba un monje y a finales del siglo XIX pasó a manos del conde de la Oliva y Gaytán, habitándolo como vivienda en un estilo neogótico muy tosco. En su interior se veneraba la imagen de Nuestra Señora de Duero, obra de Juan de Juni que pasó a la parroquia de Tudela de Duero con la ruina del priorato.[14] También conserva en el exterior una cruz de piedra del siglo XVII con una inscripción casi borrada en la que se puede leer: "Esta cruz se hizo a expensas de los vecinos de Tudela ...Crespo y Catalina... Año de 1614".
- Muralla de Tudela de Duero. hoy en día todavía se conservan restos de las murallas y puertas que se edificaron en el siglo XIII.
- Iglesia de Tovilla. Situada en el caserío de la dehesa de Tovilla. Templo de piedra avocado a María Magdalena con bóveda de crucería estrellada del siglo XVI en la cabecera. En su interior se conserva un Crucifijo de madera del siglo XV de filiación renana.
- Restos de la ermita de Santa Cecilia. Junto a la senda de los aragoneses. En su comienzo fue iglesia del pequeño poblamiento que había a su alrededor, después pasó a considerarse ermita. Quedó abandonada a finales del siglo XVIII. Actualmente solo quedan restos del muro de la cabecera y un muro lateral, así como los arranques de las bóvedas nervadas y una tosca ventana.
- Monumento a Picasso. Obra de 1983 del escultor Pepe Noja.
- Mural de homenaje a las víctimas del franquismo. Obra del pintor Manuel Sierra en el año 2012.

## Cultura

### Fiestas
Tudela de Duero es una villa festiva por excelencia, de las que destacan las siguientes fiestas:
- Carnavales. Una fiesta adoptada desde hace pocos años, en la que hay que destacar un gran desfile de disfraces.
- Día de las Águedas. (5 de febrero) Una tudelana y sus cuatro concejalas cogen el mando del pueblo durante todo el día. También hay una romería llamada La subida a la cuesta de la Parrilla en honor a san Francisco de San Miguel. Los tudelanos acuden con un pan en forma de media luna relleno de tortilla de chorizo, una naranja de postre y una cachaba de caramelo.
- Fiesta de Exaltación del Espárrago y la Artesanía. (Último fin de semana de mayo o primero de junio, dependiendo del estado de la cosecha) Es una fiesta-homenaje al espárrago de esta villa, en la que se puede degustar de diferentes maneras y adquirir. También se puede ver una feria de artesanía.
- Día de Santiago Apóstol. (25 de julio) Con la nocturnidad de la víspera del apóstol Santiago, se celebra la tradicional Pedida de Toros, que consiste en reunirse bajo el balcón del ayuntamiento y el pueblo pide toros para las fiestas al grito de "toros sí, vacas no". El alcalde simula negarse, accediendo finalmente a los gritos del pueblo.
- Fiestas de Nuestra Señora de la Asunción y San Roque. (14 a 18 de agosto) Son las fiestas grandes de Tudela de Duero, en las que se hace una fiesta para todos los públicos con numerosos encierros taurinos, peñas, verbenas y juegos y diversión para toda la familia.
- Feria del tomate. (Fin de semana de agosto, después de las fiestas patronales). Es una fiesta-homenaje al tomate de la villa. Los productores los venden en puestos instalados en el parque del Plantío, donde se llevan a cabo degustaciones y premios a los mejores ejemplares.

### Asociaciones

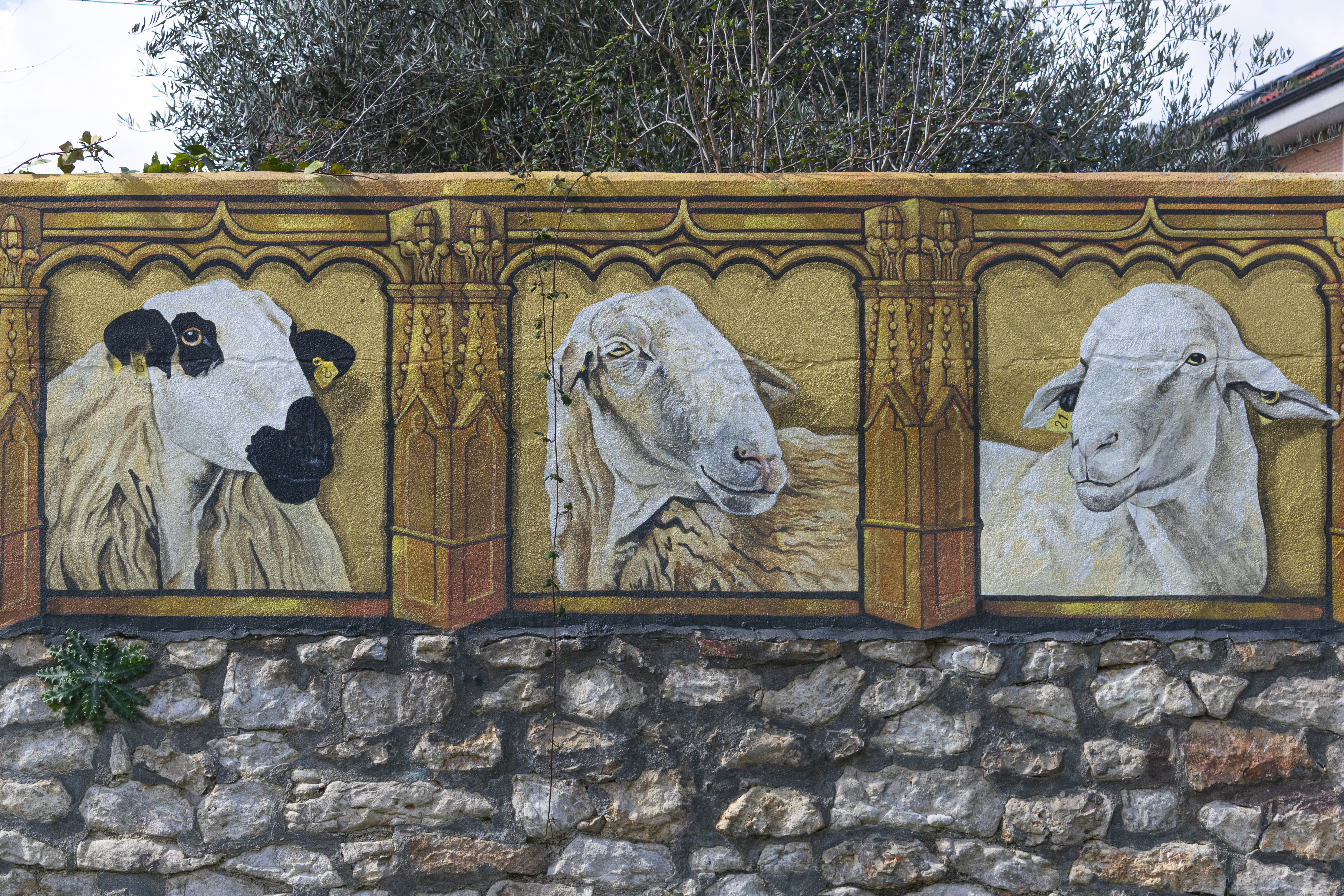
Mural homenaje a la Trashumancia. Obra de Carlos Adeva.

Tudela de Duero es una localidad rica en vida cultural y dispone de varias asociaciones musicales y culturales. Destacan el grupo de teatro Peripecia, la Coral Voces del Duero, la agrupación musical de Voces Graves Impulso, la Asociación Histórico-Arqueológica de Tudela de Duero y la Asociación Amas de Casa. 
La Orquesta de Pulso y Púa de Tudela de Duero, dirigida por Rodrigo Jarabo, es uno de los colectivos sociales más activos de la localidad. Formado por una veintena de jóvenes músicos, organiza todos los años una muestra musical en la Casa de la Cruz, sede de la Escuela de Música. Ensayos los lunes, a las 20:00 horas, en la Casa de la Cruz. La Orquesta ha participado en las más importantes muestras de plectro de España y también ha ofrecido conciertos en Francia y Portugal. 
La Asociación Cultural Medieval Caballeros del Duero que se dedica a reconstruir la vida medieval en varios de sus sentidos.
La asociación taurina UNAT (Unión de Aficionados al Toro) se crea en el año 2001 con el propósito de respetar el mundo del toro y en especial el mundo del toro en la calle. Esta asociación quiere por todos los medios salvaguardar la integridad del toro bravo, fomentar el amor y el respeto por el mismo y quiere destacar como punto más importante el difundirse como asociación taurina y fomentar las relaciones con otros colectivos o asociaciones cuyo principal objetivo sea la pasión por el toro bravo.
En último lugar, la Asociación Histórico-Arqueológica de Tudela de Duero destaca por una labor doble: el estudio arqueológico de los yacimientos existentes dentro del término municipal de Tudela y la protección medioambiental. Sus socios son conscientes de la necesidad de proteger y conservar tanto los restos históricos como la naturaleza que rodea el pueblo ya que éste es un punto frágil ante el auge de las construcciones y la expansión urbanística.
Otras asociaciones de la localidad son la coral Voces del Duero, el grupo de teatro Peripecia o la asociación cultural Los Águilas.

## Mapas

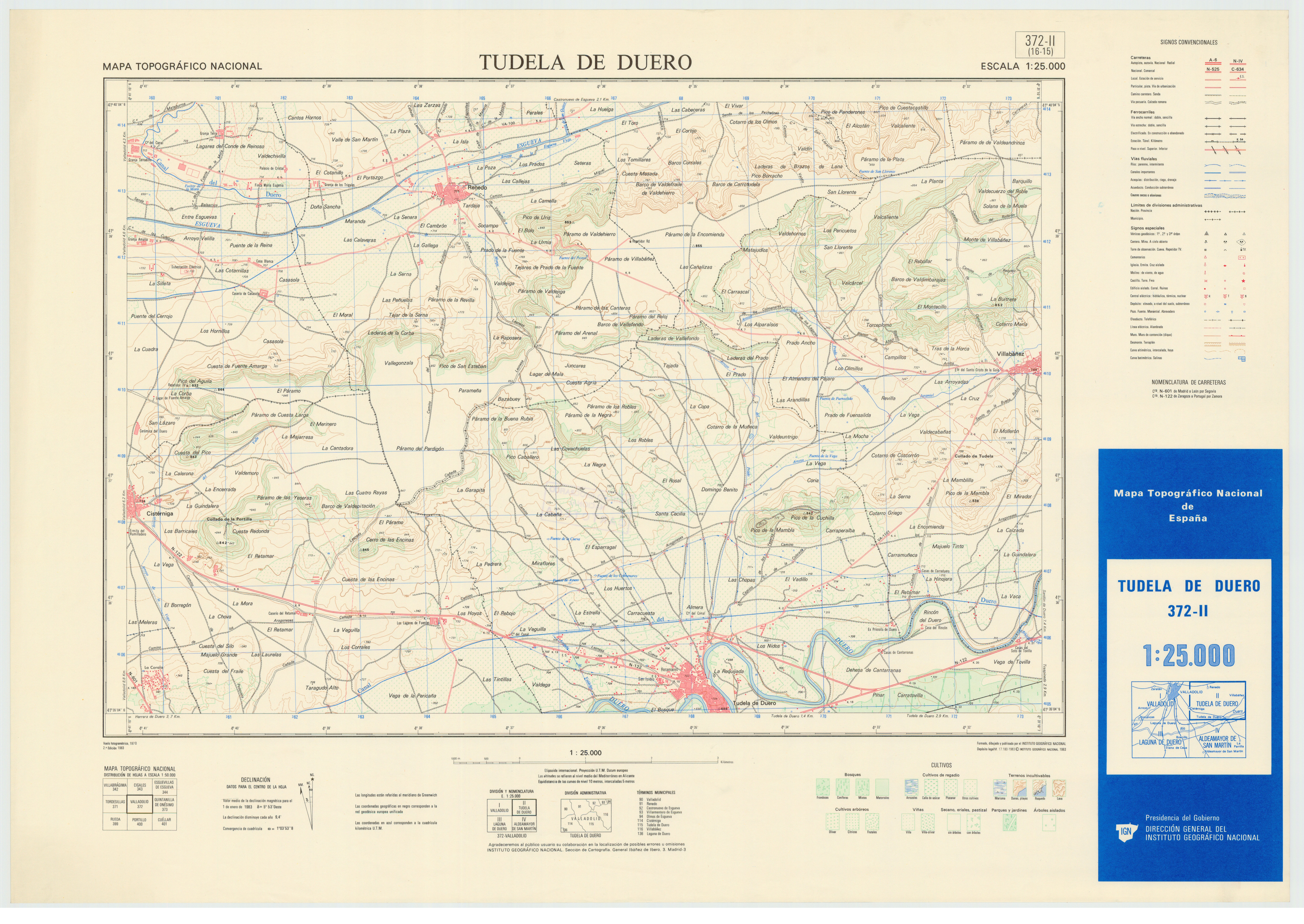
Mapa Topográfico del año 1983
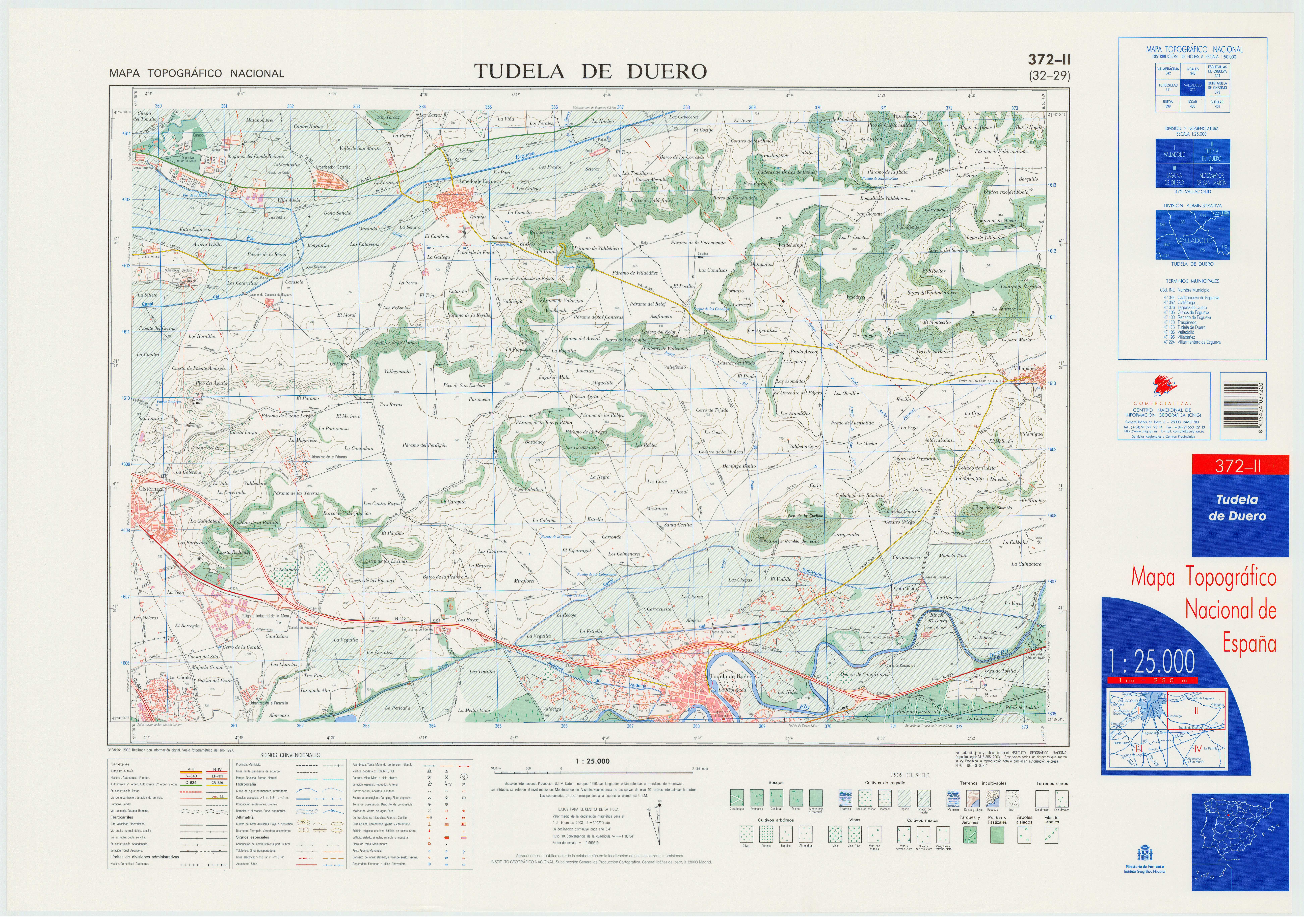
Mapa Topográfico del año 2003
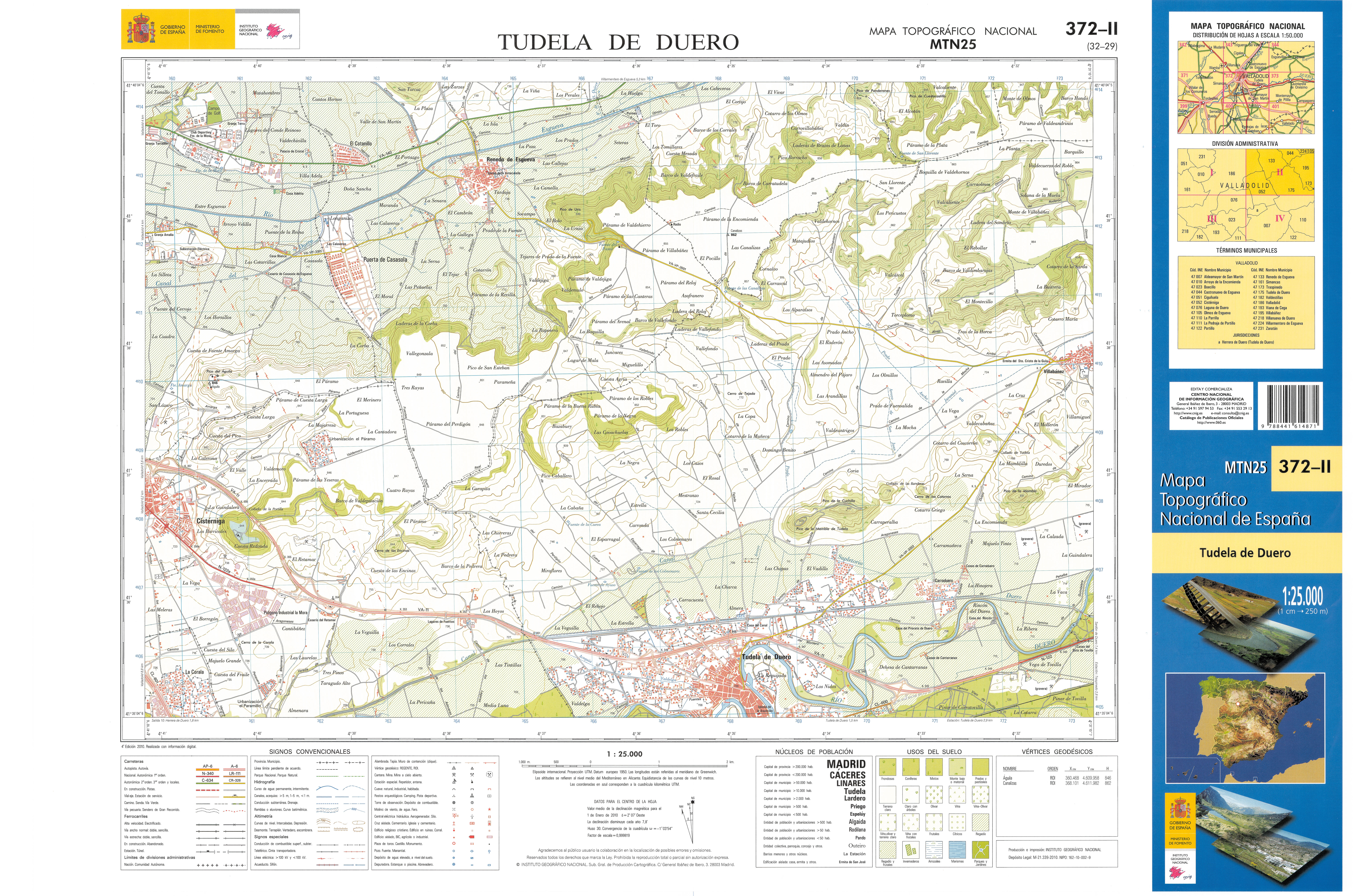
Mapa Topográfico del año 2010
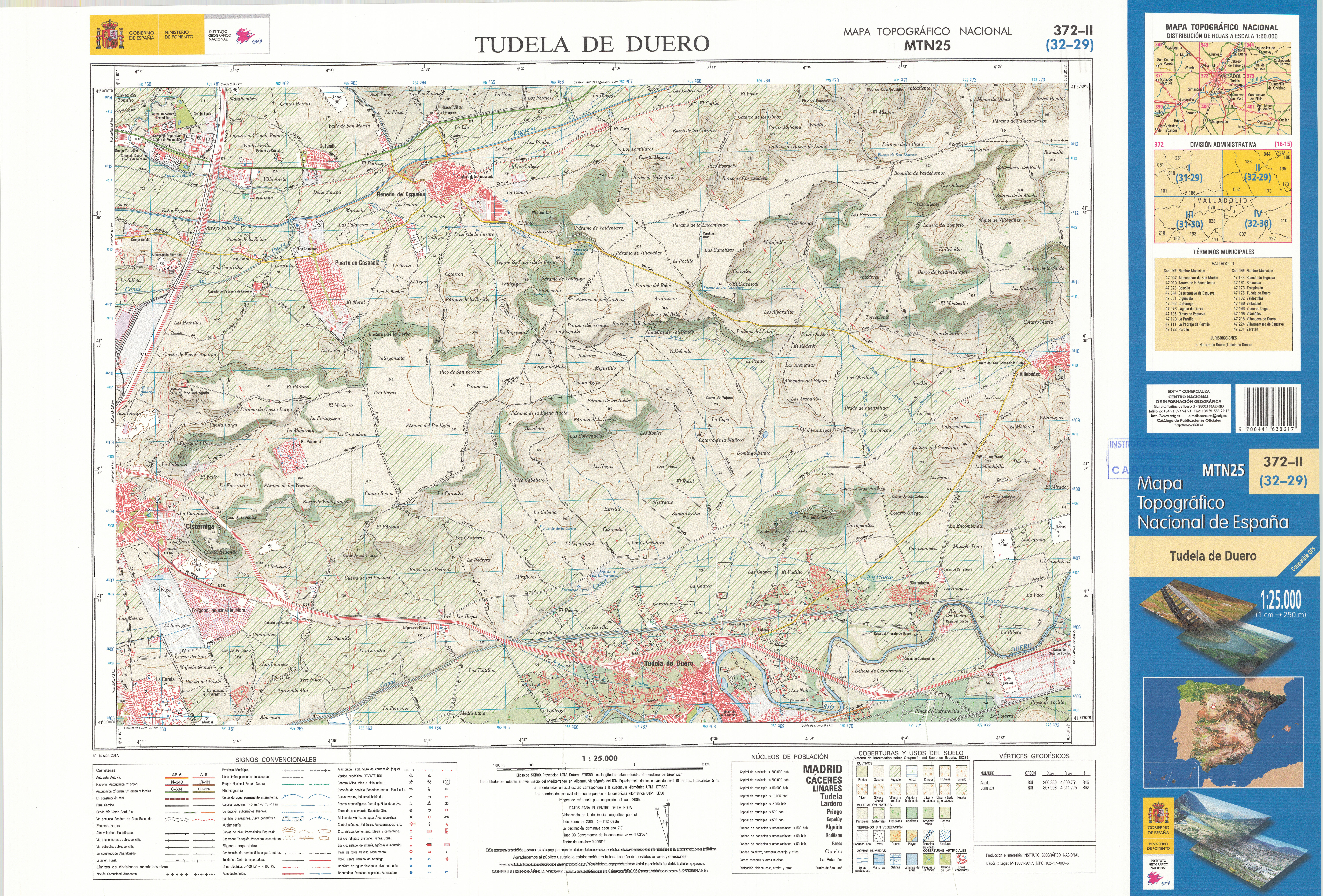
Mapa Topográfico del año 2017